# لهواز
لِهواز (به ارمنی: Լեհվազ) روستای بزرگی است در استان سیونیک ارمنستان.
این روستا در جنوب باختری استان سیونیک و در نزدیکی مرز ایران قرار دارد.